# Linas Rumšas
Linas Rumšas, né le 4 octobre 1995 et mort le 2 mai 2017 à Lucques, est un coureur cycliste lituanien. 

## Biographie
Linas Rumšas est le fils de Raimondas Rumšas, ancien cycliste professionnel ayant notamment terminé troisième du Tour de France 2002. 
En 2013, il participe au championnat du monde juniors de Florence, où il prend la 107e place. Il court ensuite dans les rangs amateurs italiens en catégorie espoirs (moins de 23 ans). 
Lors de la saison 2016, il devient champion de Lituanie sur route espoirs, devant son frère et coéquipier Raimondas Rumšas junior. Le 2 mai 2017, il est retrouvé mort dans sa résidence à Lucques, probablement à la suite d'un malaise,. En septembre 2017, une enquête est ouverte après la découverte de produits dopants au domicile familial. Cinq personnes dont son père Raimondas Rumšas sont concernées par cette enquête.

## Palmarès
- 2016
  -  Champion de Lituanie sur route espoirs
- 2017
  - 3e du Gran Premio Sportivi Poggio alla Cavalla